# مارسيليو (لاعب كرة قدم مواليد 1976)
مارسيليو هو لاعب كرة قدم سابق برازيلي من أصل لبناني لعب في مركز المدافع. وهو من مواليد 11 مايو (أيار) 1976.

## مسيرته المهنية
وُلد مارسيليو ألفيس دا سيلفا في البرازيل في 11 مايو (أيار) 1976، ثُم بدأ مسيرته الرياضية الاحترافية في عام 1998 باللعب في صفوف نادي نادي بانغو أتلتيكو البرازيلي، قبل أن ينتقل في عام 1999 للعب في صفوف نادي الإخاء الأهلي عاليه، والذي حقق معه لقب فريق الموسم في الدوري اللبناني الممتاز حلال موسم ٢٠٠٠–٢٠٠١. وفي عام 2003 ترك مارسيليو نادي الإخاء الأهلي عاليه وانضم إلى صفوف نادي نادي أوليمبيك بيروت، ثُم انتقل في عام 2005 إلى نادي الحكمة اللبناني. وفي عام 2007 انتقل مارسيليو إلى البرازيل وانضم إلى صفوف نادي مادوريرا البرازيلي، ثُم أعاره نادي مادوريرا خلال موسم عام 2007-2008 إلى نادي بانغو أتلتيكو قبل أن ينتقل للعب في صفوف فريق نادي بونسوسيسو البرازيلي. وفي عام 2009 انتقل مارسيليو إلى نادي أتلتيكو توباراو البرازيلي ولعب لصالحه لفترة وجيزة، قبل أن ينتقل في نفس العام إلى صفوف نادي إمبيتوبا البرازيلي.
وعلى مُستوى المُنتخبات الوطنية، فقد لعب مارسيليو في صفوف منتخب لبنان لكرة القدم، بدءًا من عام 2000 وحتى عام 2003، ومثل معه لبنان دوليًا في بطولة كأس آسيا لكرة القدم عام ٢٠٠٠، كما شارك مع المنتخب اللبناني لكرة القدم في تصفيات قارة آسيا المؤهلة لبطولة كأس العالم لكرة القدم 2002.

## الإحصائيات الدولية
يوضح الجدول التالي قائمة النتائج والأهداف التي حققها مارسيليو مع منتخب لبنان:
| الرقم | التاريخ             | الملعب                             | الخصم    | الأهداف | النتيجة | المنافسة               |
| ----- | ------------------- | ---------------------------------- | -------- | ------- | ------- | ---------------------- |
| 1     | 26 مايو (أيار) 2001 | ملعب سوفاتشالاساي، بانكوك، تايلاند | باكستان  | 7–1     | 8–1     | تصفيات كأس العالم 2002 |
| 2     | 28 مايو (أيار) 2001 | ملعب سوفاتشالاساي، بانكوك، تايلاند | سريلانكا | 3–0     | 5–0     | تصفيات كأس العالم 2002 |